# Paradascalia punctata
Paradascalia punctata är en insektsart som först beskrevs av Schmidt 1904.  Paradascalia punctata ingår i släktet Paradascalia och familjen Flatidae. Inga underarter finns listade i Catalogue of Life.